# Eblisia sulcicauda
Eblisia sulcicauda är en skalbaggsart som först beskrevs av Johann Christoph Schleicher 1931.  Eblisia sulcicauda ingår i släktet Eblisia och familjen stumpbaggar. Inga underarter finns listade i Catalogue of Life.